# Canton de Châteaudun
Le canton de Châteaudun est une circonscription électorale française située dans le département d'Eure-et-Loir et la région Centre-Val de Loire.

## Histoire
Le canton de Châteaudun a été créé en 1801.
Un nouveau découpage territorial du département d'Eure-et-Loir entre en vigueur à l'occasion des élections départementales de mars 2015, défini par le décret du 24 février 2014, en application des lois du 17 mai 2013 (loi organique 2013-402 et loi 2013-403). Les conseillers départementaux sont, à compter de ces élections, élus au scrutin majoritaire binominal mixte. Les électeurs de chaque canton élisent au Conseil départemental, nouvelle appellation du Conseil général, deux membres de sexe différent, qui se présentent en binôme de candidats. Les conseillers départementaux sont élus pour 6 ans au scrutin binominal majoritaire à deux tours, l'accès au second tour nécessitant 12,5 % des inscrits au 1er tour. En outre la totalité des conseillers départementaux est renouvelée. Ce nouveau mode de scrutin nécessite un redécoupage des cantons dont le nombre est divisé par deux avec arrondi à l'unité impaire supérieure si ce nombre n'est pas entier impair, assorti de conditions de seuils minimaux. En Eure-et-Loir, le nombre de cantons passe ainsi de 29 à 15. Le nombre de communes du canton de Châteaudun passe de 17 à 29.
Le nouveau canton de Châteaudun est formé de communes des anciens cantons de Bonneval (11 communes), de Châteaudun (17 communes) et de Brou (1 commune : Dangeau). Le canton est entièrement inclus dans l'arrondissement de Châteaudun. Le bureau centralisateur est situé à Châteaudun.
À la suite de la création de plusieurs communes nouvelles, la composition du canton est révisée par le décret du 7 novembre 2019. Le nombre de communes du canton est alors de 25.

## Géographie
Ce canton est organisé autour de Châteaudun dans l'arrondissement de Châteaudun. Son altitude varie de 100 m (Saint-Denis-les-Ponts) à 174 m (Logron) pour une altitude moyenne de 190 m.

## Représentation

### Conseillers généraux de 1833 à 2015
| Période       | Période          | Identité                                       | Étiquette                 | Qualité |
| ------------- | ---------------- | ---------------------------------------------- | ------------------------- | --- |
| 1833          | 1842             | Félix Raimbert-Sevin (1794-1878)               | Centre                    | Propriétaire, maire de Châteaudun Député (1831-1836) |
| 1842          | 1848             | Jules Raimbault-Courtin                        | Centre-gauche puis Droite | Ancien notaire à Châteaudun, député (1837-1849), conseiller d'arrondissement |
| 1848          | 1872             | Anacharsis Barbé                               |                           | Ancien officier des tirailleurs de la Garde Avocat et avoué à Châteaudun |
| 1872          | 1890 (démission) | Louis Pierre Martial Moisant                   |                           | Vétérinaire, maire de Châteaudun |
| 1890          | 1898             | Pascal Louis                                   |                           | Propriétaire, adjoint au maire de Châteaudun, conseiller d'arrondissement |
| 1898          | 1934             | Alcide Lours                                   | Rad.                      | Vétérinaire, Président du comice agricole - Adjoint au Maire, puis maire de Châteaudun (1894-1895)                                                                                       |
| 1934          | 1940             | Henri Quériault (1873-1955)                    | Républicain               | Pharmacien à Châteaudun Maire de Châteaudun (1935-1936) puis adjoint au maire Nommé membre de la Commission administrative départementale en 1941 Nommé conseiller départemental en 1943 |
|               |                  |                                                |                           | |
| 1945          | 1949             | Fernand Baixas                                 | SFIO                      | Employé des PTT, ancien conseiller d'arrondissement, ancien résistant Conseiller municipal de Châteaudun (1945-1947)                                                                     |
| 1949          | 1952 (décès)     | Camille Caquineau                              | Ind.                      | Clerc de notaire à Châteaudun |
| 20 avril 1952 | 1955             | Lucien Alliot                                  | DVD                       | Adjoint au maire de Châteaudun |
| 1955          | 1965 (décès)     | Abel Méret (1895-1965)                         | SFIO                      | Cultivateur, ancien résistant Conseiller municipal de Châteaudun |
| 29 août 1965  | 1973             | Paul Gauchery                                  | Rad.                      | Cultivateur Maire de Châteaudun (1965-1977) |
| 1973          | 1979             | Guy Joseph                                     | UDF                       | Pharmacien à Châteaudun |
| 1979          | 1988 (démission) | Maurice Dousset                                | UDF                       | Agriculteur Député (1973-1997) Maire de Lutz-en-Dunois (1965-2001) Président du Conseil Régional (1985-1998)                                                                             |
| 1988          | 1992             | Anne-Marie Dousset (Épouse de Maurice Dousset) | UDF                       | |
| 1992          | 1998             | Alain Venot                                    | RPR                       | Commerçant Maire de Châteaudun de 1993 à 2008 Député de 2002 à 2007 |
| 1998          | 2015             | Serge Fauve                                    | DVG puis PS               | Cadre bancaire, maire de Marboué (1995-2020) Suppléant de la députée Marie-Hélène Aubert (1997-2002)                                                                                     |

### Conseillers d'arrondissement (de 1833 à 1940)
Le canton de Châteaudun avait deux conseillers d'arrondissement.
| Période                                  | Période | Identité                     | Étiquette | Qualité |
| ---------------------------------------- | ------- | ---------------------------- | --------- | --- |
| 1833                                     | 1842    | Claude-Pierre Baudry         |           | Commandant de la Garde nationale, propriétaire à Châteaudun                                                                                                |
| 1833                                     | 1842    | Jules Raimbault-Courtin      |           | Ancien notaire, maire de Châteaudun |
| 1842                                     | 1848    | Émile Raimbert-Beauregard    |           | Président du Tribunal civil de Châteaudun |
|                                          |         |                              |           | |
| av.1887                                  |         | Gustave Allard               |           | Constructeur-mécanicien à Châteaudun |
| av.1887                                  |         | M. Michou                    |           | Industriel à Châteaudun |
|                                          |         |                              |           | |
|                                          | 1890    | Pascal Louis                 |           | Propriétaire, adjoint au maire de Châteaudun |
|                                          |         |                              |           | |
| 1907                                     | 1925    | Émile Léon Texier            |           | Médecin vétérinaire, adjoint au maire de Châteaudun |
| 1907                                     | 1937    | Eugène Clovis Touche         |           | Marchand de volailles, maire de Civry (1900-1931) |
| 1925                                     | 1937    | Joseph Lambron               | RG        | Vice-Président de la Caisse d'épargne de Châteaudun, greffier du Tribunal civil, Président du Conseil d'arrondissement, conseiller municipal de Châteaudun |
| 1937                                     | 1940    | Léon Peteau                  | Radical   | Propriétaire à Nivouville, Châteaudun |
| 1937                                     | 1940    | Georges Bataille (1885-1978) | Radical   | Cultivateur et arpenteur à Jallans |
| 1940                                     |         |                              |           | Les conseils d'arrondissement ont été suspendus par la loi du 12 octobre 1940 et n'ont jamais été réactivés                                                |
| Les données manquantes sont à compléter. |         |                              |           | |

### Conseillers départementaux depuis 2015
| Période élective | Période élective | Mandat | Mandat   | Identité     | Nuance | Nuance | Qualité                                                                            |
| ---------------- | ---------------- | ------ | -------- | ------------ | ------ | ------ | ---------------------------------------------------------------------------------- |
| 2015             | 2021             | 2015   | 2021     | Alice Baudet |        | LR     | Secrétaire Adjointe au maire de Châteaudun jusqu'en 2020                           |
| 2015             | 2021             | 2015   | 2021     | Joël Billard |        | LR     | Comptable Maire de Bonneval, président de la communauté de communes du Bonnevalais |
| 2021             | 2028             | 2021   | en cours | Alice Baudet |        | LR     | Conseillère sortante                                                               |
| 2021             | 2028             | 2021   | en cours | Joël Billard |        | HOR    | Conseiller sortant, membre d’Horizons depuis 2024.                                 |

### Résultats détaillés

#### Élections de mars 2015
À l'issue du 1er tour des élections départementales de 2015, trois binômes sont en ballottage : Alice Baudet et Joël Billard (Union de la Droite, 36,12 %), Fabrice De Rore et Christiane Kuster (FN, 29,99 %) et Michèle Simonin et Fabien Verdier (Union de la Gauche, 29,28 %). Le taux de participation est de 52,27 % (11 437 votants sur 21 882 inscrits) contre 48,57 % au niveau départementalet 50,17 % au niveau national.
Au second tour, Alice Baudet et Joël Billard (Union de la Droite) sont élus avec 39,96 % des suffrages exprimés et un taux de participation de 54,51 % (4 563 voix pour 11 926 votants et 21 880 inscrits).

#### Élections de juin 2021
Le premier tour des élections départementales de 2021 est marqué par un très faible taux de participation (33,26 % au niveau national). Dans le canton de Châteaudun, ce taux de participation est de 34,35 % (7 395 votants sur 21 529 inscrits) contre 32,03 % au niveau départemental. À l'issue de ce premier tour, deux binômes sont en ballottage : Alice Baudet et Joël Billard (DVD, 43,84 %) et Karine Chartier et Fabien Verdier (DVC, 24,49 %).
Le second tour des élections est marqué une nouvelle fois par une abstention massive équivalente au premier tour. Les taux de participation sont de 34,36 % au niveau national, 32,5 % dans le département et 35,01 % dans le canton de Châteaudun. Alice Baudet et Joël Billard (DVD) sont élus avec 61,33 % des suffrages exprimés (4 164 voix pour 7 540 votants et 21 535 inscrits),,.

## Composition

### Composition avant 2015
Le canton de Châteaudun regroupait dix-sept communes.
| Nom                    | Code Insee | Codepostal | Superficie (km2) | Population (dernière pop. légale) | Densité (hab./km2) |
| ---------------------- | ---------- | ---------- | ---------------- | --------------------------------- | ------------------ |
| Châteaudun (chef-lieu) | 28088      | 28200      | 28,48            | 13 039 (2012)                     | 458                |
| La Chapelle-du-Noyer   | 28075      | 28200      | 13,31            | 1 075 (2012)                      | 81                 |
| Civry                  | 28101      | 28200      | 17,89            | 369 (2012)                        | 21                 |
| Conie-Molitard         | 28106      | 28200      | 15,17            | 378 (2012)                        | 25                 |
| Donnemain-Saint-Mamès  | 28132      | 28200      | 12,78            | 700 (2012)                        | 55                 |
| Jallans                | 28198      | 28200      | 8,99             | 804 (2012)                        | 89                 |
| Lanneray               | 28205      | 28200      | 26,63            | 571 (2012)                        | 21                 |
| Logron                 | 28211      | 28200      | 22,64            | 579 (2012)                        | 26                 |
| Lutz-en-Dunois         | 28224      | 28200      | 27,48            | 426 (2012)                        | 16                 |
| Marboué                | 28233      | 28200      | 26,56            | 1 113 (2012)                      | 42                 |
| Moléans                | 28256      | 28200      | 11,09            | 475 (2012)                        | 43                 |
| Ozoir-le-Breuil        | 28295      | 28200      | 22,30            | 456 (2012)                        | 20                 |
| Saint-Christophe       | 28329      | 28200      | 6,13             | 147 (2012)                        | 24                 |
| Saint-Cloud-en-Dunois  | 28330      | 28200      | 8,78             | 234 (2012)                        | 27                 |
| Saint-Denis-les-Ponts  | 28334      | 28200      | 13,80            | 1 728 (2012)                      | 125                |
| Thiville               | 28389      | 28200      | 27,80            | 367 (2012)                        | 13                 |
| Villampuy              | 28410      | 28200      | 16,71            | 329 (2012)                        | 20                 |

### Composition à partir de 2015
Le nouveau canton de Châteaudun comprenait vingt-neuf communes entières à sa création.
Par arrêté préfectoral du 29 septembre 2017, les communes de Bullou, de Dangeau et de Mézières-au-Perche, fusionnent le 1er janvier 2018 pour former la commune nouvelle de Dangeau. Cependant, cette commune nouvelle est partagée entre les cantons de Châteaudun et de Brou en raison de l'appartenance des anciennes communes de Bullou et de Mézières-au-Perche à ce dernier. Le décret du 7 novembre 2019 entraîne le rattachement complet du territoire de la commune nouvelle de Dangeau au canton de Châteaudun.
| Nom                                | Code Insee | Intercommunalité       | Superficie (km2) | Population (dernière pop. légale) | Densité (hab./km2) | Modifier                                    |
| ---------------------------------- | ---------- | ---------------------- | ---------------- | --------------------------------- | ------------------ | ------------------------------------------- |
| Châteaudun (bureau centralisateur) | 28088      | CC du Grand Châteaudun | 28,48            | 12 898 (2022)                     | 453                | modifier les données · modifier les données |
| Alluyes                            | 28005      | CC du Bonnevalais      | 19,58            | 758 (2022)                        | 39                 | modifier les données · modifier les données |
| Bonneval                           | 28051      | CC du Bonnevalais      | 28,78            | 4 890 (2022)                      | 170                | modifier les données · modifier les données |
| La Chapelle-du-Noyer               | 28075      | CC du Grand Châteaudun | 13,31            | 1 014 (2022)                      | 76                 | modifier les données · modifier les données |
| Conie-Molitard                     | 28106      | CC du Grand Châteaudun | 15,17            | 389 (2022)                        | 26                 | modifier les données · modifier les données |
| Dancy                              | 28126      | CC du Bonnevalais      | 9,90             | 204 (2022)                        | 21                 | modifier les données · modifier les données |
| Dangeau                            | 28127      | CC du Bonnevalais      | 54,88            | 1 260 (2022)                      | 23                 | modifier les données · modifier les données |
| Donnemain-Saint-Mamès              | 28132      | CC du Grand Châteaudun | 12,78            | 661 (2022)                        | 52                 | modifier les données · modifier les données |
| Flacey                             | 28153      | CC du Bonnevalais      | 13,99            | 212 (2022)                        | 15                 | modifier les données · modifier les données |
| Jallans                            | 28198      | CC du Grand Châteaudun | 8,99             | 787 (2022)                        | 88                 | modifier les données · modifier les données |
| Logron                             | 28211      | CC du Grand Châteaudun | 22,64            | 587 (2022)                        | 26                 | modifier les données · modifier les données |
| Marboué                            | 28233      | CC du Grand Châteaudun | 26,56            | 1 124 (2022)                      | 42                 | modifier les données · modifier les données |
| Moléans                            | 28256      | CC du Grand Châteaudun | 11,09            | 442 (2022)                        | 40                 | modifier les données · modifier les données |
| Montboissier                       | 28259      | CC du Bonnevalais      | 13,94            | 348 (2022)                        | 25                 | modifier les données · modifier les données |
| Montharville                       | 28260      | CC du Bonnevalais      | 6,34             | 103 (2022)                        | 16                 | modifier les données · modifier les données |
| Moriers                            | 28270      | CC du Bonnevalais      | 9,03             | 223 (2022)                        | 25                 | modifier les données · modifier les données |
| Saint-Christophe                   | 28329      | CC du Grand Châteaudun | 6,13             | 148 (2022)                        | 24                 | modifier les données · modifier les données |
| Saint-Denis-Lanneray               | 28334      | CC du Grand Châteaudun | 40,43            | 2 095 (2022)                      | 52                 | modifier les données · modifier les données |
| Saint-Maur-sur-le-Loir             | 28353      | CC du Bonnevalais      | 16,54            | 405 (2022)                        | 24                 | modifier les données · modifier les données |
| Saumeray                           | 28370      | CC du Bonnevalais      | 19,46            | 467 (2022)                        | 24                 | modifier les données · modifier les données |
| Thiville                           | 28389      | CC du Grand Châteaudun | 27,80            | 337 (2022)                        | 12                 | modifier les données · modifier les données |
| Trizay-lès-Bonneval                | 28396      | CC du Bonnevalais      | 9,77             | 318 (2022)                        | 33                 | modifier les données · modifier les données |
| Villampuy                          | 28410      | CC du Grand Châteaudun | 16,71            | 298 (2022)                        | 18                 | modifier les données · modifier les données |
| Villemaury                         | 28330      | CC du Grand Châteaudun | 76,45            | 1 300 (2022)                      | 17                 | modifier les données · modifier les données |
| Villiers-Saint-Orien               | 28418      | CC du Bonnevalais      | 15,11            | 162 (2022)                        | 11                 | modifier les données · modifier les données |
| Canton de Châteaudun               | 2807       |                        | 523,86           | 31 430 (2022)                     | 60                 | modifier les données                        |

## Démographie

### Démographie avant 2015
| 1962   | 1968   | 1975   | 1982   | 1990   | 1999   | 2006   | 2011   | 2012   |
| ------ | ------ | ------ | ------ | ------ | ------ | ------ | ------ | ------ |
| 19 700 | 21 979 | 23 267 | 23 869 | 23 406 | 23 396 | 23 321 | 22 981 | 22 790 |

### Démographie depuis 2015
En 2022, le canton comptait 31 430 habitants, en évolution de −1,78 % par rapport à 2016 (Eure-et-Loir : −0,23 %, France hors Mayotte : +2,11 %).
| 2013   | 2018   | 2022   |
| ------ | ------ | ------ |
| 31 993 | 31 995 | 31 430 |